# Saint-Loup (Grand Est)
Saint-Loup è un comune francese di 74 abitanti situato nel dipartimento della Marna nella regione del Grand Est.

## Società

### Evoluzione demografica
Abitanti censiti